# Teemu Mäntysaari
Teemu Mäntysaari (Tampere, 7 de enero de 1987) es un músico, actual guitarrista de la banda finlandesa de death metal melódico Wintersun y la banda estadounidense de thrash metal Megadeth. Ha escrito numerosas canciones inéditas con la banda de melodeath/power metal Imperanon.
Teemu Mäntysaari se une a la banda Megadeth de forma temporal el día 5 de septiembre de 2023 tras un comunicado por parte del líder de la banda, Dave Mustaine, quien informa sobre la baja temporal del guitarrista Kiko Loureiro ya que este mismo deseaba pasar más tiempo junto a su familia, prometiendo volver a la banda en un futuro. Mustaine opta por Teemu como reemplazo de Loureiro.

## Discografía
| Banda     | Año de Realización | Título    | Sello Discográfico |
| Imperanon | 2006               | Demo 2006 |                    |
| Wintersun | 2012               | Time I    | Nuclear Blast      |

## Enlaces Relacionados
- Wintersun Official Site
- Imperanon at myspace

- Datos: Q2292223
- Multimedia: Teemu Mäntysaari / Q2292223